# Hopetoun House

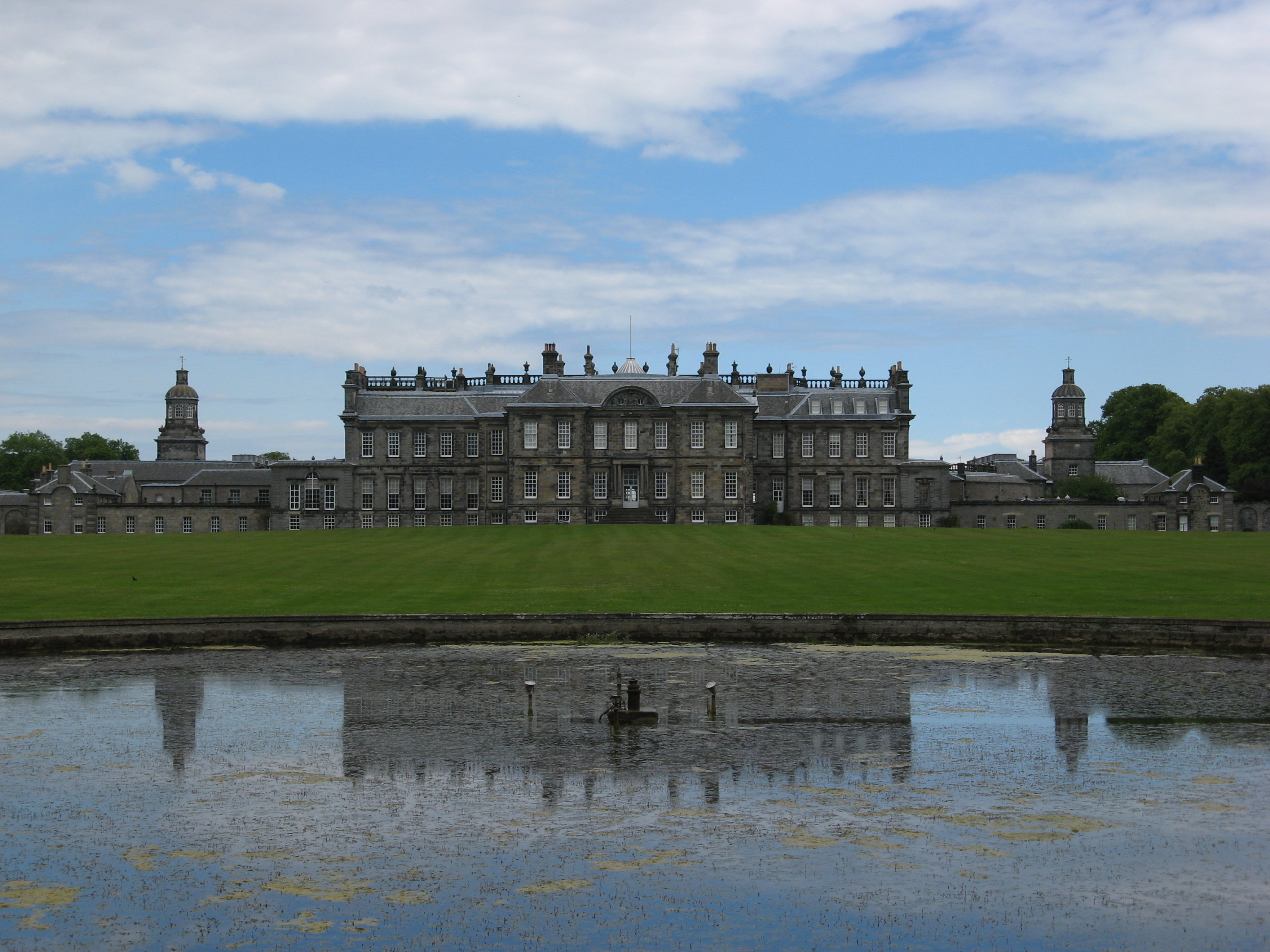
Hopetoun House von Westen gesehen

Hopetoun House ist ein Schloss in den schottischen Lowlands. Es liegt unweit von South Queensferry etwa 15 km westlich des Zentrums von Edinburgh.

## Geschichte

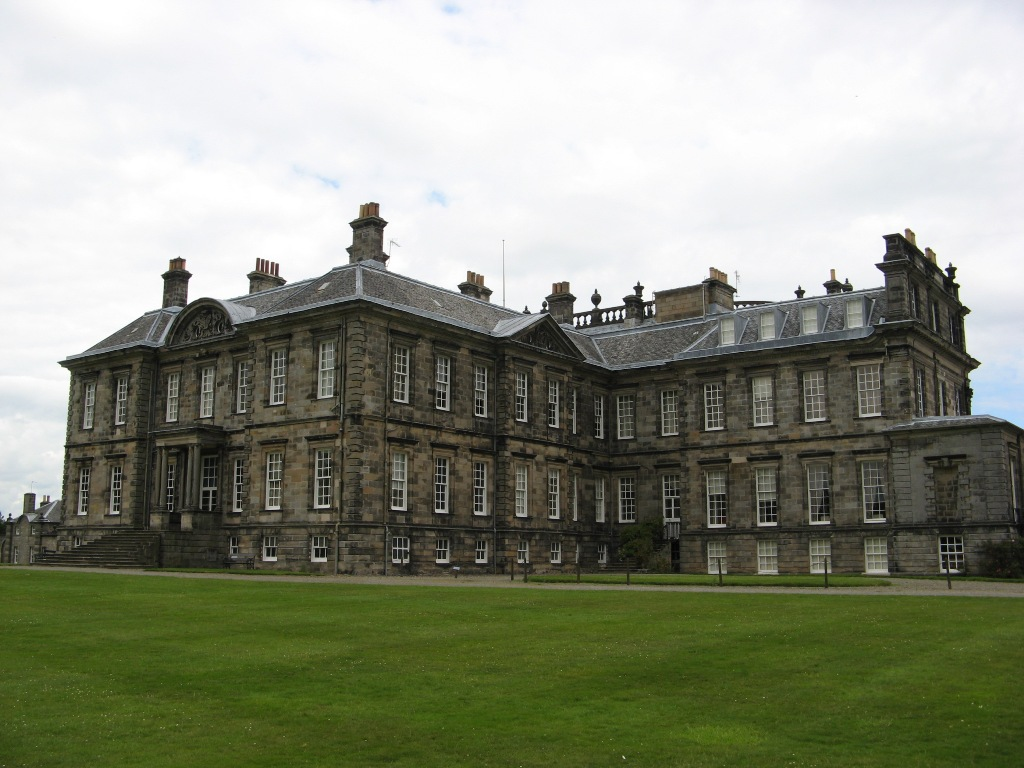
Hopetoun House Zentralbau

Der größte Teil von Hopetoun House wurde in den Jahren 1699 bis 1707 nach Plänen des Architekten Sir William Bruce im georgianischen Stil gebaut. In dieser ersten Bauphase entstand der Zentralbau mit dem repräsentativen Treppenhaus und zahlreichen Deckenmalereien. 1721 bis 1767 folgte die zweite Bauphase, in der die heutige Fassade, die Kolonnaden sowie der nördliche und südliche Pavillon entstanden. Die zweite Bauphase erfolgte nach Plänen des Architekten William Adam, der während der Bauarbeiten 1748 starb. Die Arbeiten wurden daher unter der Leitung der beiden Söhne Adams, John und Robert, abgeschlossen. Zu Beginn des 19. Jahrhunderts erfolgten einige Umbauten, die allerdings nur das Innere des Schlosses betrafen. Als innenarchitektonisches Meisterwerk gilt dabei der von James Gillespie Graham entworfene State Dining Room.
Hopetoun House und die Gutsverwaltung sind als Denkmäler der höchsten Kategorie A klassifiziert. Die West Lodge, das Mausoleum, drei Cottages, Ein Versammlungsgebäude sowie drei Zufahrtsportale sind als Kategorie-B-Bauwerke eingestuft. Die Nethermill Bridge ist hingegen ein Kategorie-C-Bauwerk. Die ab 1987 bestehende Zuordnung des Geländes zum Inventory of Gardens and Designed Landscapes in Scotland wurde 2016 aufgehoben.

## Hopetoun House heute
Das Hopetoun House befindet sich seit der Erbauung im Besitz der Familie Hope, deren Oberhaupt die Titel Earl of Hopetoun und seit 1902 auch Marquess of Linlithgow führt. Es wird vom derzeitigen Oberhaupt der Hope-Familie, Adrian John Charles Hope, 4. Marquess of Linlithgow, auch bewohnt. Während der Sommermonate ist das Schloss aber für Besucher geöffnet. Es kann darüber hinaus für Hochzeiten, Konferenzen und als Filmkulisse angemietet werden. Das Anwesen grenzt an Midhope Castle.